# Міллард Гемптон
Міллард Френк Гемптон молодший (англ. Millard Frank Hampton Jr.; нар. 8 липня 1956) — американський легкоатлет, який спеціалізувався в бігу на короткі дистанції.

## Із життєпису
Олімпійський чемпіон в естафеті 4×100 метрів (1976).
Срібний олімпійський призер у бігу на 200 метрів (1976).
Чемпіон США з бігу на 200 метрів (1976).
Випускник школи «Silver Creek High School» у Сан-Хосе (Каліфорнія). У цьому закладі пізніше вчився інший олімпійський чемпіон Андре Філліпс, який здобув «золото» Олімпіади-1988 у бігу на 400 метрів з бар'єрами. На честь двох чемпіонів у Сан-Хосе проводиться змагання «Hampton Phillips Classic».

## Основні міжнародні виступи
| Рік  | Змагання         | Місто    | Місце            | Дисципліна | Примітки         |
| ---- | ---------------- | -------- | ---------------- | ---------- | ---------------- |
| 1976 | Олімпійські ігри | Монреаль | 2                | 200 м      | Відео на YouTube |
| 1976 | 1                | 4×100 м  | Відео на YouTube |            |                  |